# Елешница (област Благоевград)
Вижте пояснителната страница за други значения на Елешница.
Елѐшница е село в Югозападна България. То се намира в община Разлог, област Благоевград.

## География
Разложка Елешница е разположена в южното подножие на северозападния родопски масив Белаките и по двата бряга на долното течение на река Златарица. Златарица се влива в река Места, която минава близо до Елешница. По долината на Места достига топъл въздух от Бяло море.
Както Белаките, така и другите околни планински масиви, долове и равни места са покрити с борови и отчасти с букови и дъбови гори. Землището на селото е сравнително голямо. То обхваща площ от около 300 квадратни километра, но има предимно планински, а на юг полупланински характер. На запад и северозапад то се ограничава от землището на село Бабяк, на север към връх Гюл-тепе, където е минавала българо-турската граница – от землището на бившето село Чепино, а на изток и югоизток – от землищата на селата Гостун и Обидим. За южна и югозападна граница служи течението на река Места и съответно землищата на град Добринище и град Банско.

## История
Край Елешница са открити останки на селище от първия етап на ранния неолит. В културно отношение селището край Елешница се отнася към югозападния вариант на култура Караново I, който е представен и при селищата в Ракитово, Добринище, Ковачево и Белица. Около Елешница са намерени предмети и съдове от тракийско време.
Край селото е открит сребърен реликварий от VI век, а в раннохристиянски надпис от местността „Небуш“ се споменава местна църква, посветена на апостол Андрей Първозвани.
Църквата „Свети Атанасий“ е от 1832 година.
В „Етнография на вилаетите Адрианопол, Монастир и Салоника“, издадена в Константинопол в 1878 година и отразяваща статистиката на населението от 1873 година, Елешница (Eléchnitsa) е посочено като село с 245 домакинства и 750 жители българи.
В 1889 година Стефан Веркович (Топографическо-этнографическій очеркъ Македоніи) отбелязва Елишница като село с 260 български къщи.
Към 1900 година според известната статистика на Васил Кънчов („Македония. Етнография и статистика“) населението на селото брои 1650 души българи-християни.
При избухването на Балканската война в 1912 година 12 души от Елешница са доброволци в Македоно-одринското опълчение.
През 1928 година в Елешница е основана трудова горска производителна кооперация „Пчела“. Към 1935 година тя има 125 члена.

### Уранодобив
Дълго време Елешница е урановият център на България. Близо до селото се намира урановото находище Елешница. Вече са ликвидирани екологичните последствия от добива на уран.

## Население

### Етнически състав
Преброяване на населението през 2011 г.
Численост и дял на етническите групи според преброяването на населението през 2011 г.:
|                     | Численост |
| Общо                | 1424      |
| Българи             | 1356      |
| Турци               | -         |
| Цигани              | 12        |
| Други               | 8         |
| Не се самоопределят | 3         |
| Неотговорили        | 45        |

## Религии
Основна религия е християнството.
Света Варвара е християнска великомъченица, родена в края на III век и починала през 305 или 306 г. Последното проучване на богослова Венцислав Каравълчев показва, че св. Варвара е родена в с. Елешница – Разложко (Югозападна България), което в древността се е наричало Илиопол.
В селото съществува конгрешанска църковна община, част от Съюза на евангелските съборни църкви.

## Обществени институции
В преписката към последния лист на един миней, намерен в близкия град Белица, се вижда, че е бил преписан в село Лешница от някой си поп Сава за поп Койчо от Белица през 1560 г. От преписката може да се заключи, че в двете села е имало християнски свещеници.

## Личности
Родени в Елешница
- Атанас Попгьоргев (1850 – 1945), български свещеник и революционер
- Атанас Праматаров, български свещеник
- Вела Чорева (1888 – 1960), майка героиня
- Владимир Дивизиев (1923 – 1993), български учен, бивш ректор на ВМЕИ – София
- Иван Кърпачев (? – 1879), български революционер
- Иван Попатанасов (1862 – 1935), български революционер, деец на ВМОРО
- Иван Праматаров (1841 – 1917), български учител
- Константин Попатанасов (1892 – 1973), български офицер, войвода на ВМРО и дипломат
- Кръстю Бояджиев (1873 – ?), протестантски пастор и просветен деец
- Методи Кърпачев (1921 – 1999), български революционер
- Петър Андасаров (р. 1937), писател
- Петър Дивизиев (1805 – 1881), български общественик
- Радостина Паньова, българска народна певица
- Тома Самарджиев, български революционер, деец на ВМРО[12]

## Редовни събития
- Великденски кукерски събор
- „Рок Елешница“[13]
- Фолклорен фестивал

## Кухня
До средата на XIX век, приготвяната храна била много проста. Като основен продукт може съвсем основателно да се спомене фасулът. За внасяне на разнообразие в менюто често пъти фасулът бил сваряван заедно с кисело зеле или „чекане“ (втасало, като кисело зеле, червено цвекло).
След дългите коледни и великденски пости, които били строго спазвани, се приготвяло „задушено“ капама. Капамата /задушеното/ е общоразложки деликатес, който бил консумиран с голям апетит от местните.
Други местни ястия са качамакът и шуплата.